# 대동맥활 (발생학)
대동맥활(aortic arches, 또는 pharyngeal arch arteries, 이전에는 사람 배아에서 branchial arches라고도 지칭)은 배아에서 나타나는 발생학적 혈관 구조로, 총 여섯 쌍이 존재하며 머리와 목의 큰 동맥으로 발달한다. 등쪽대동맥의 배쪽에 위치하며 대동맥주머니가 발달하여 형성된다.
대동맥활은 인두굽이에서 차례로 형성되며 처음에는 배아의 양쪽에서 대칭적으로 나타난다. 그러나 그 후 구조가 크게 변하면서 비대칭적으로 큰 동맥들을 형성한다.

## 임상적 중요성
정상적으로는 퇴화해야 할 대동맥활이 계속 남아 있거나, 반대로 퇴화하지 않아야 할 대동맥활이 퇴화하여 여러 가지 큰 동맥들의 결함을 일으키게 된다.
- 비정상 빗장밑동맥 -오른쪽 넷째 대동맥활과 오른쪽 등쪽대동맥이 퇴화하며 오른쪽 빗장밑동맥이 왼쪽 빗장밑동맥 바로 밑, 즉 몸의 왼쪽에서 비정상적으로 시작되면서 발생한다. 이 경우 오른쪽 빗장밑동맥이 오른쪽 팔로 혈액을 공급하기 위해서는 기관과 식도 뒤에서 정중선을 가로질러야 한다. 이때 기관과 식도가 좁아질 수 있으나 대개는 증상을 나타내지 않는다.
- 이중 대동맥활 - 왼쪽 대동맥활에 더해 비정상적인 오른쪽 대동맥활이 추가로 발달하여, 기관과 식도를 둘러싸는 혈관고리가 만들어진다. 그 결과 보통 호흡곤란과 삼킴곤란을 일으킨다. 가끔 오른쪽 등쪽대동맥 전체가 비정상적으로 계속 존재하고 왼쪽 등쪽대동맥은 퇴화하여 오른쪽 대동맥활이 식도를 가로지르게 되고, 숨쉬기와 삼킴을 어렵게 할 수 있다.
- 오른대동맥활
- 동맥관 개존증
- 대동맥 협착

## 추가 이미지

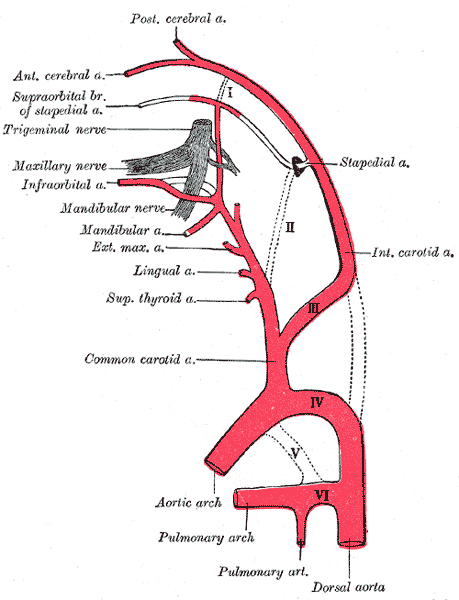
머리와 목의 주된 동맥들이 각각 몇 번째 대동맥활에서 유래했는지 나타낸 그림.

## 참고 문헌
이 문서는 현재 퍼블릭 도메인에 속하는 그레이 해부학 제20판(1918) page 515의 내용을 기초로 작성된 글이 포함되어 있습니다.
1. 1 2  Hiruma, Tamiko; Nakajima, Yuji; Nakamura, Hiroaki (2002년 7월 1일). “Development of pharyngeal arch arteries in early mouse embryo”. 《Journal of Anatomy》 201 (1): 15–29. doi:10.1046/j.1469-7580.2002.00071.x. ISSN 0021-8782. PMC 1570898. PMID 12171473.
2. ↑  Bamforth, Simon D.; Chaudhry, Bill; Bennett, Michael; Wilson, Robert; Mohun, Timothy J.; Van Mierop, Lodewyk H.S.; Henderson, Deborah J.; Anderson, Robert H. (2013년 3월 1일). “Clarification of the identity of the mammalian fifth pharyngeal arch artery” (PDF). 《Clinical Anatomy》 (영어) 26 (2): 173–182. doi:10.1002/ca.22101. ISSN 1098-2353. PMID 22623372. S2CID 7927804.